# Протектор (транспорт)

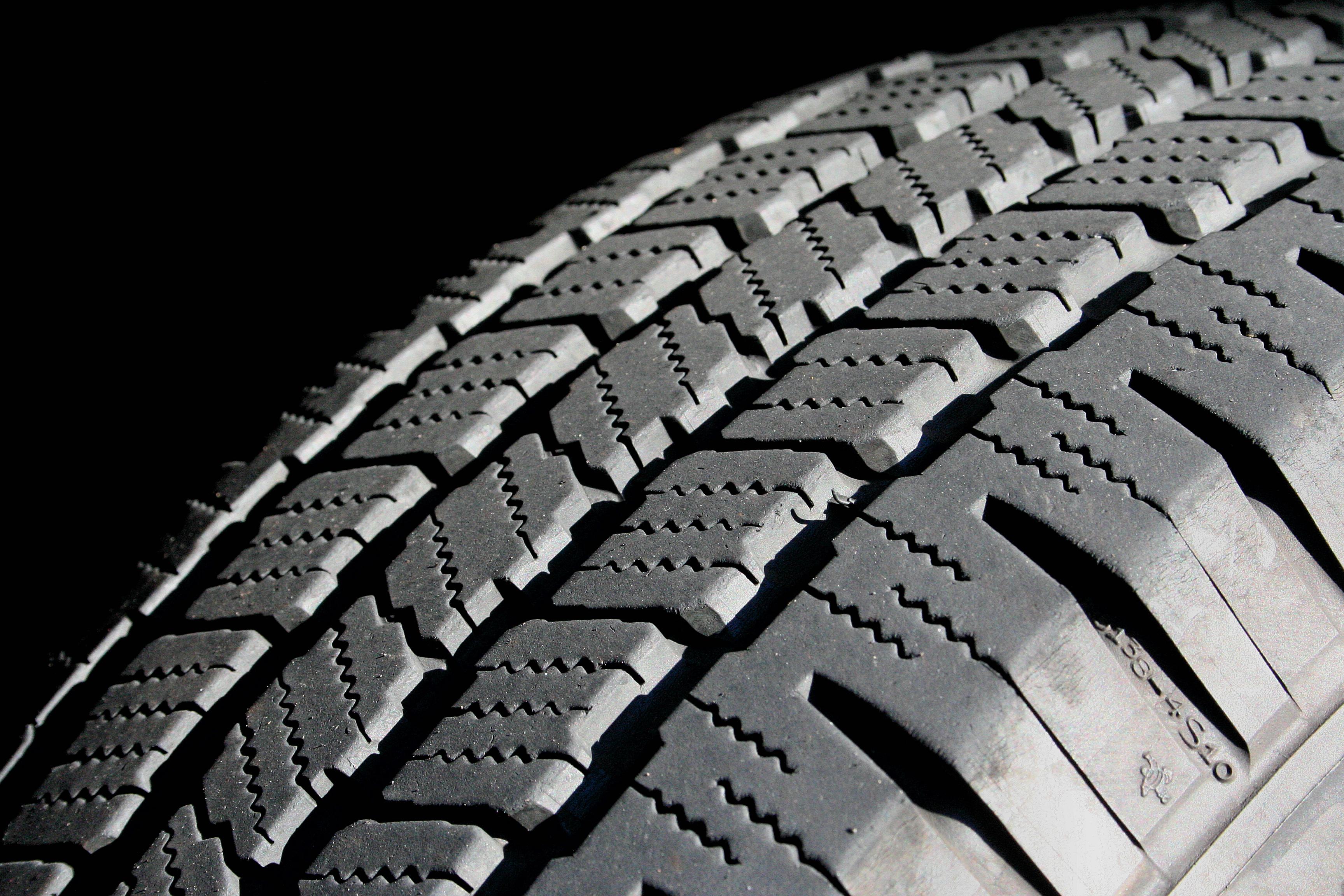
Протектор

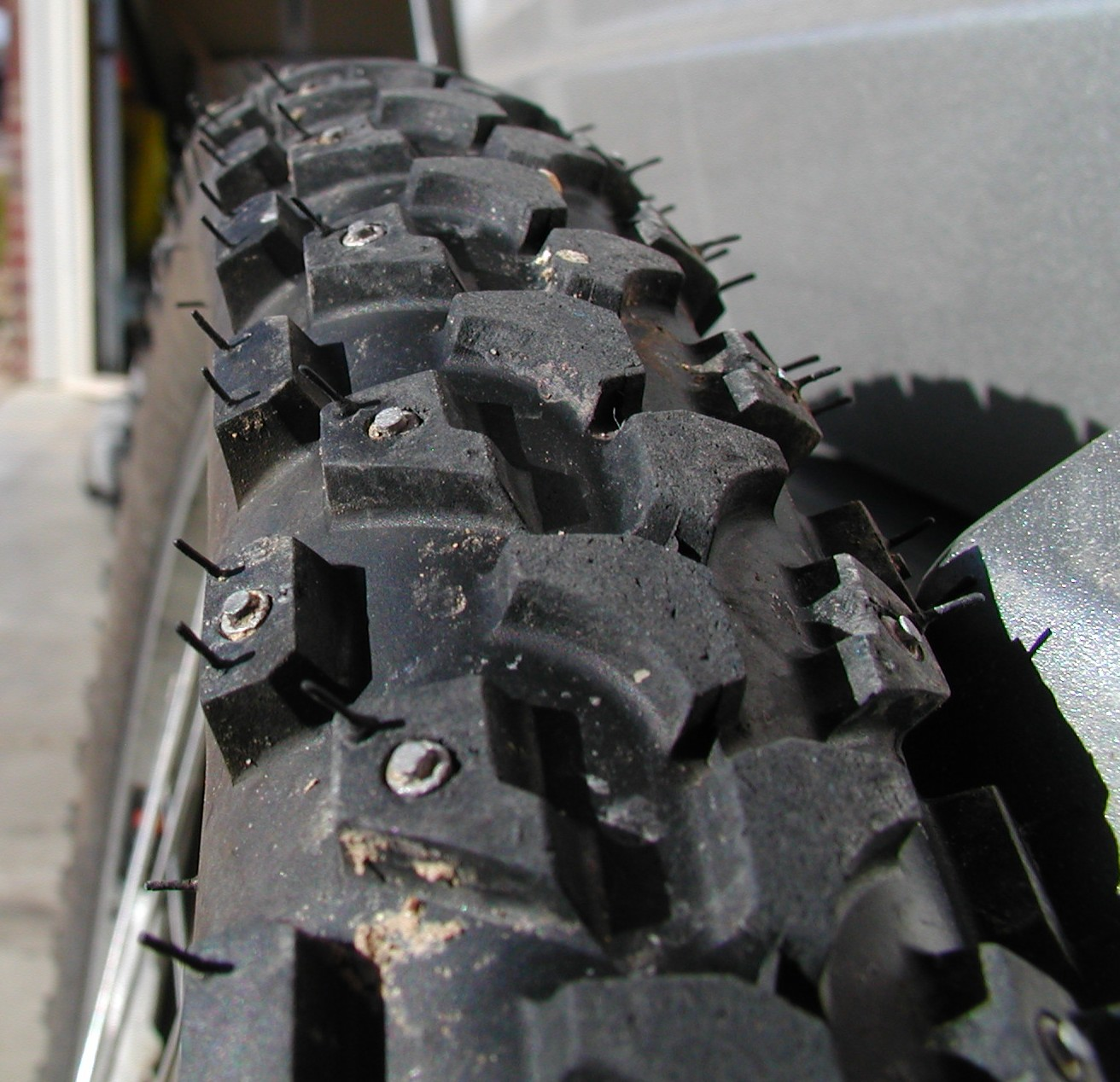
Прошиповані протектори.

Проте́ктор (англ. protector — «захисник, оборонець») — захисний елемент на поверхні гумових виробів, переважно автошин. Являє собою рельєфні виступи поверхні для покращення зчіплення і запобігання зношуванню. До складу протектора, напр. автошин можуть входити армувальні елементи (дріт).
Забезпечує добрі характеристики зчеплення колеса з ґрунтом (дорожнім покриттям).
Розрізняють протектори:
- універсальні (для їзди по асфальту та пересіченій місцевості);
- недорожні (з потужними ґрунтозачепами);
- гладенькі (для їзди по укочених трасах);
- шиповані (для їзди по снігу та льоду).